# Dusona himalayensis
Dusona himalayensis är en stekelart som först beskrevs av Cameron 1899.  Dusona himalayensis ingår i släktet Dusona och familjen brokparasitsteklar. Inga underarter finns listade i Catalogue of Life.